# سیارک ۶۰۶۲۲
سیارک ۶۰۶۲۲ (به انگلیسی: 60622 Pritchet، نامگذاری:2000FK8) شصت هزار و ششصد و بیست و دومین سیارک کشف شده‌است که در ۳۰ مارس ۲۰۰۰ کشف شد.